# Broken Lullaby
Broken Lullaby (br: Não Matarás, pt: O Homem que Eu Matei) é um filme estadunidense de 1932, do gênero drama, baseado em peça de Maurice Ronstand e dirigido por Ernst Lubitsch. Apesar da mensagem pacifista e dos elogios da crítica, o assunto árido afastou o público. A produção estreou como The Man I Killed, porém a troca quase imediata do título resultou inócua e o fracasso nas bilheterias ocasionou o fim da parceria dos astros Phillips Holmes-Nancy Carroll, bem como fez com que Lubitsch nunca mais se aventurasse fora das comédias que lhe deram fama..

## Sinopse
Paul Renard é um músico que se alista no exército francês ao eclodir a Primeira Guerra Mundial. No campo de batalha, mata o soldado alemão Walter Holderlin, um velho amigo com quem estudara no mesmo conservatório em Paris. Atormentado pela culpa, tão logo declarado o Armistício ele parte para a Alemanha, onde pretende se apresentar à família de Walter e pedir perdão. Contudo, ao ser recebido pelos pais do morto como um novo filho, ele não consegue confessar a verdade. Por fim, revela tudo à noiva do amigo, ao se apaixonarem, mas ela o persuade a manter silêncio.

## Elenco
| Ator/Atriz         | Personagem            |
| ------------------ | --------------------- |
| Lionel Barrymore   | Dr. Holderlin         |
| Nancy Carroll      | Elsa, noiva de Walter |
| Phillips Holmes    | Paul Renard           |
| Louise Carter      | Sra. Holderlin        |
| Lucien Littlefield | Walter Schultz        |
| Tom Douglas        | Walter Holderlin      |
| Zasu Pitts         | Anna                  |
| Frank Sheridan     | Pastor                |